# Monika Sewioło
Monika Sewioło, z domu Strzęp (ur. 2 maja 1977 w Makowie Podhalańskim) – polska uczestniczka reality show Big Brother.

## Życiorys
W 2001 wzięła udział w pierwszej polskiej edycji reality show Big Brother. Po udziale w programie nagrała utwór „Urodziłam się, aby grać”, wydany w kompilacji muzycznej Big Brother – Wielki Brat Polska, nagrała album pt. Wiatr (z grupą Nietykalni) i wzięła udział w sesji zdjęciowej do czasopisma „Playboy”. 
Zagrała w dwóch filmach: Gulczas, a jak myślisz... (2001) oraz Rób swoje, ryzyko jest twoje (2002).

## Życie prywatne
W 2000 wyszła za mąż za Jerzego Sewiołę, z którym rozwiodła się w maju 2003.